# Bargís
Bargís es un diseminado perteneciente al municipio de Órgiva en la provincia de Granada (España).
Bargís está dividido en dos barrios:
- Bargís alto. Es donde se situó el foco de población durante mediados del siglo XX (antes del inicio de la inmigración a la ciudad de los años 50). Su población podría a llegar a los 300 habitantes aproximadamente. En la actualidad tiene 1 habitante.
- Bargís bajo. Su origen es mucho más anterior al de Bargís alto, se data de la época romana aproximadamente y llegando a tener una iglesia de respetables condiciones en épocas posteriores. Anteriormente fue habitada por una pequeña comunidad hippie.

Es visitado en otoño por aficionados a la recolección de setas.
- Datos: Q25407001